# Katedra Wniebowzięcia Najświętszej Marii Panny w Zagrzebiu

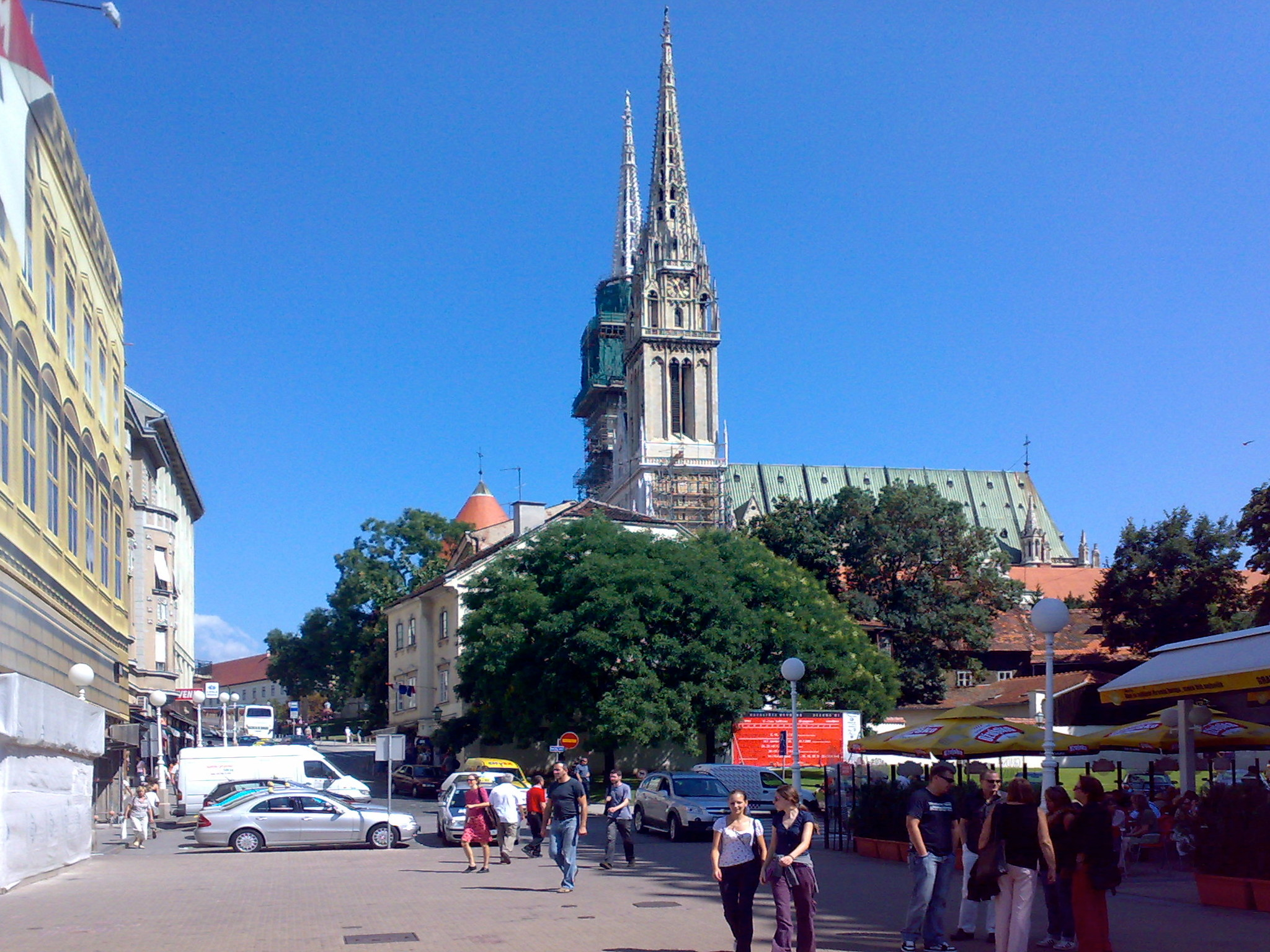
Ulica przed katedrą

Katedra Wniebowzięcia Najświętszej Marii Panny (chor. Katedrala Uznesenja Blažene Djevice Marije i svetih Stjepana i Ladislava, katedra Wniebowzięcia Najświętszej Marii Panny i świętych Stefana i Władysława) – katedra rzymskokatolicka archidiecezji zagrzebskiej w Zagrzebiu, stolicy Chorwacji.
Pierwszy, romański kościół stał w tym miejscu już w XI wieku (1093), ale został zniszczony przez najazd mongolski w 1242 r. Odbudowany w stylu gotyckim, był wielokrotnie przebudowywany, ostatni raz po trzęsieniu ziemi w 1880 roku w stylu neogotyckim. Prace prowadzono pod kierownictwem austriackiego architekta Hermanna Bollégo. Na jego polecenie dobudowano fasadę zwieńczoną dwiema neogotyckimi dzwonnicami o wysokości 104 i 105 metrów. Stanowią one wizytówkę i symbol miasta. Od wielu lat trwa renowacja świątyni.

## Galeria

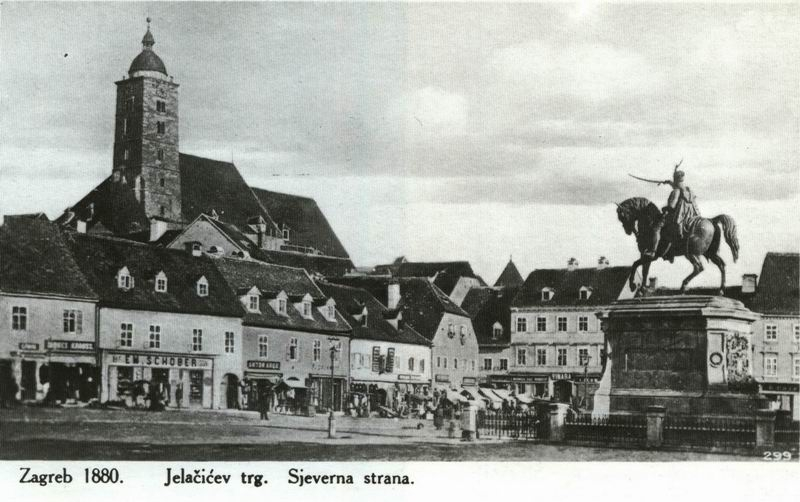
Widok katedry z placu Jelačicia sprzed trzęsienia ziemi w 1880, ze starym dachem wieżowym
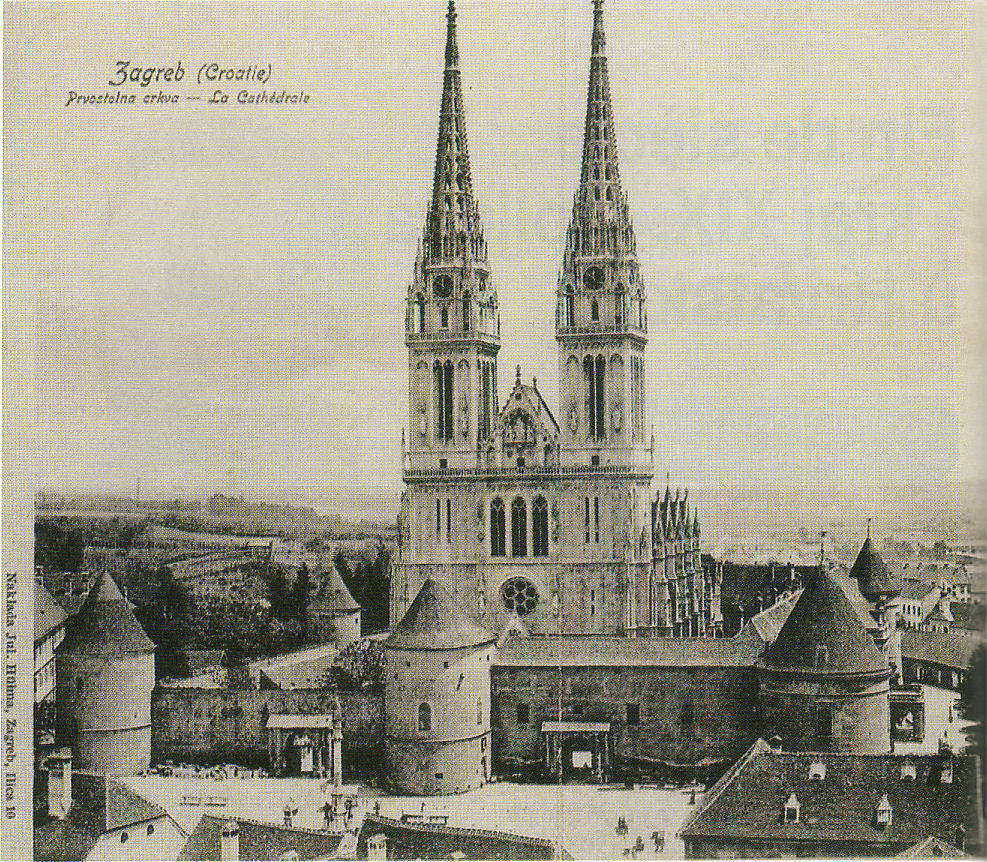
Widok katedry z XIX w. z fortyfikacjami wokół
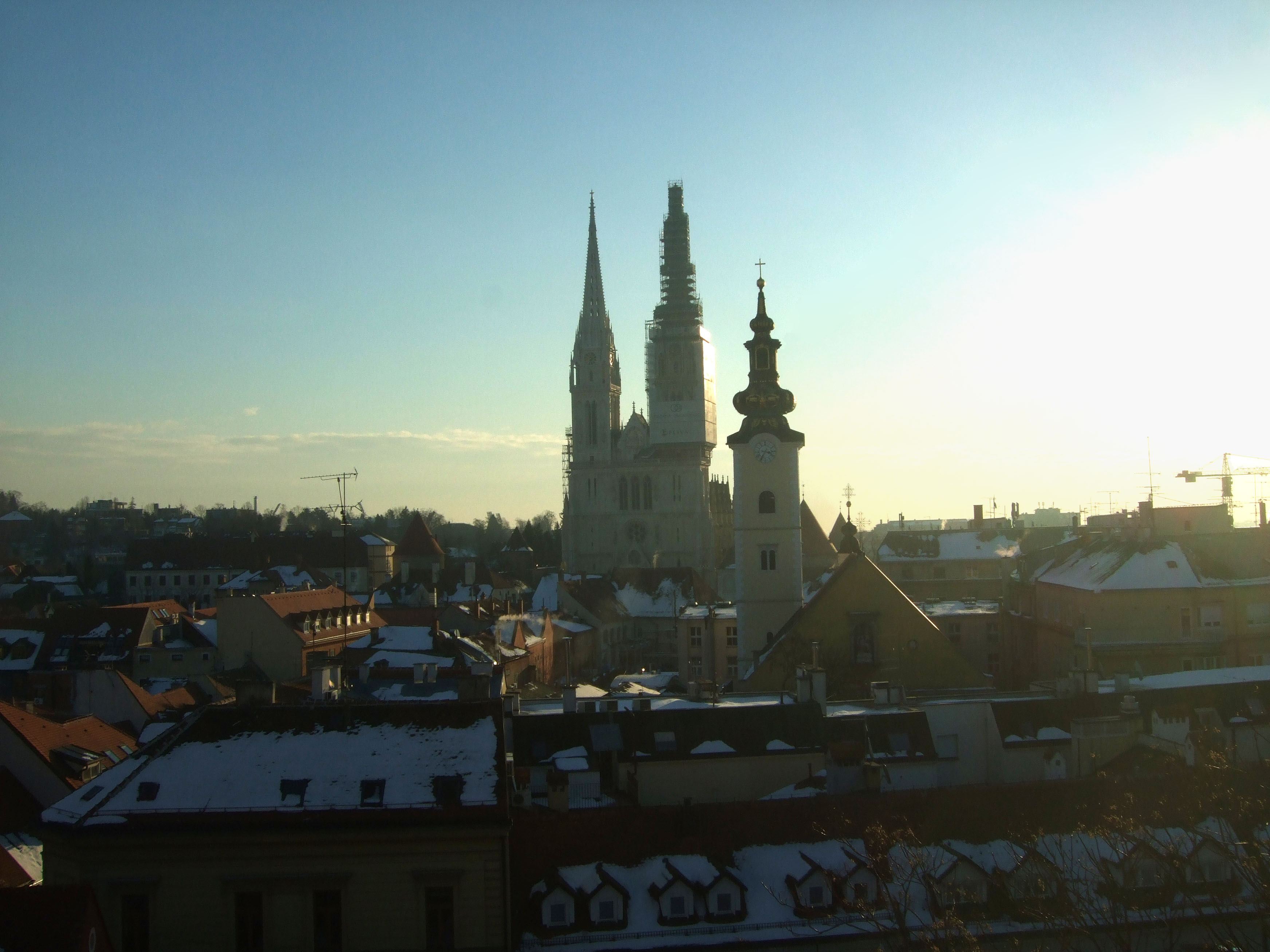
Katedra z daleka
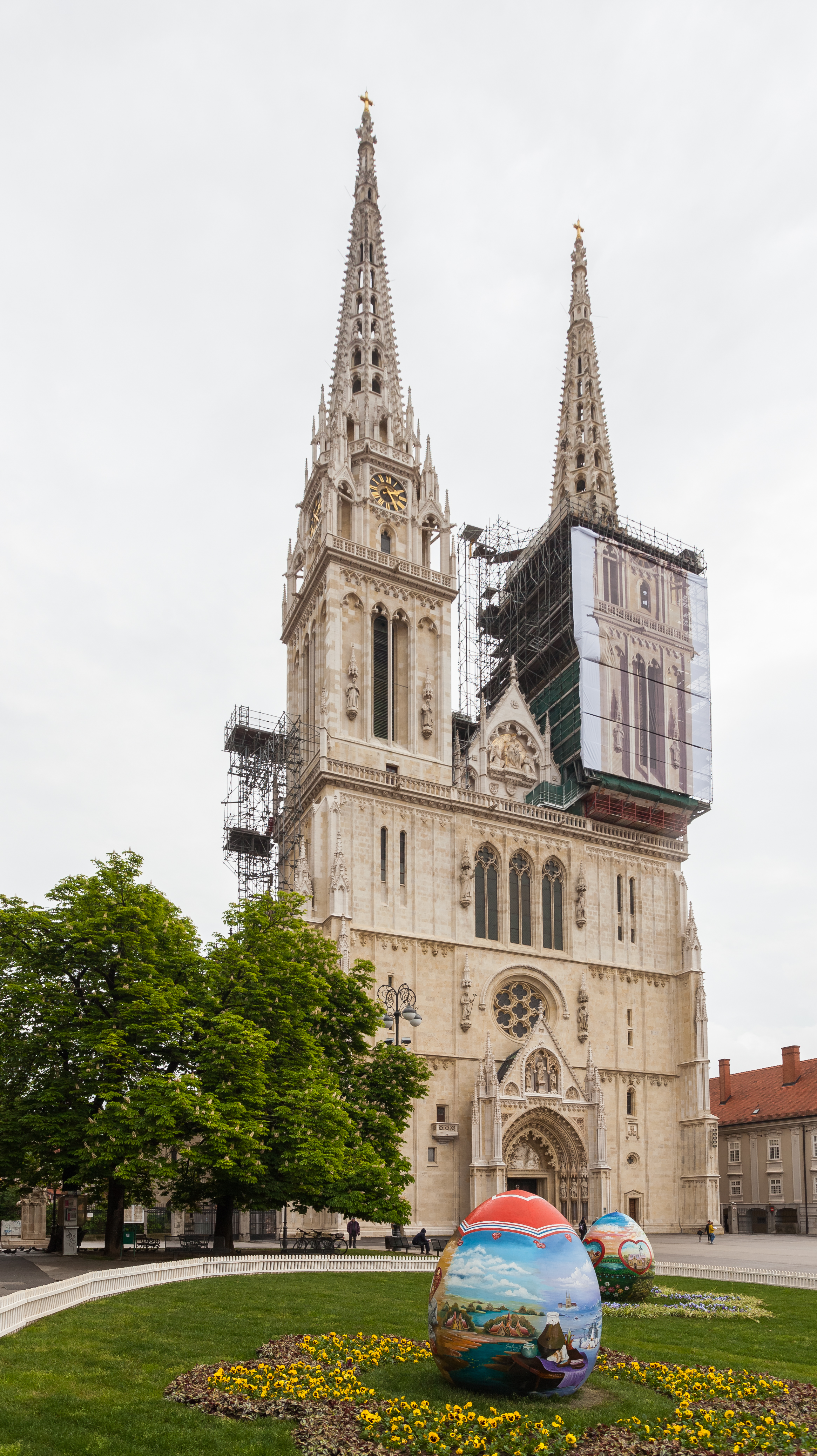
Fasada
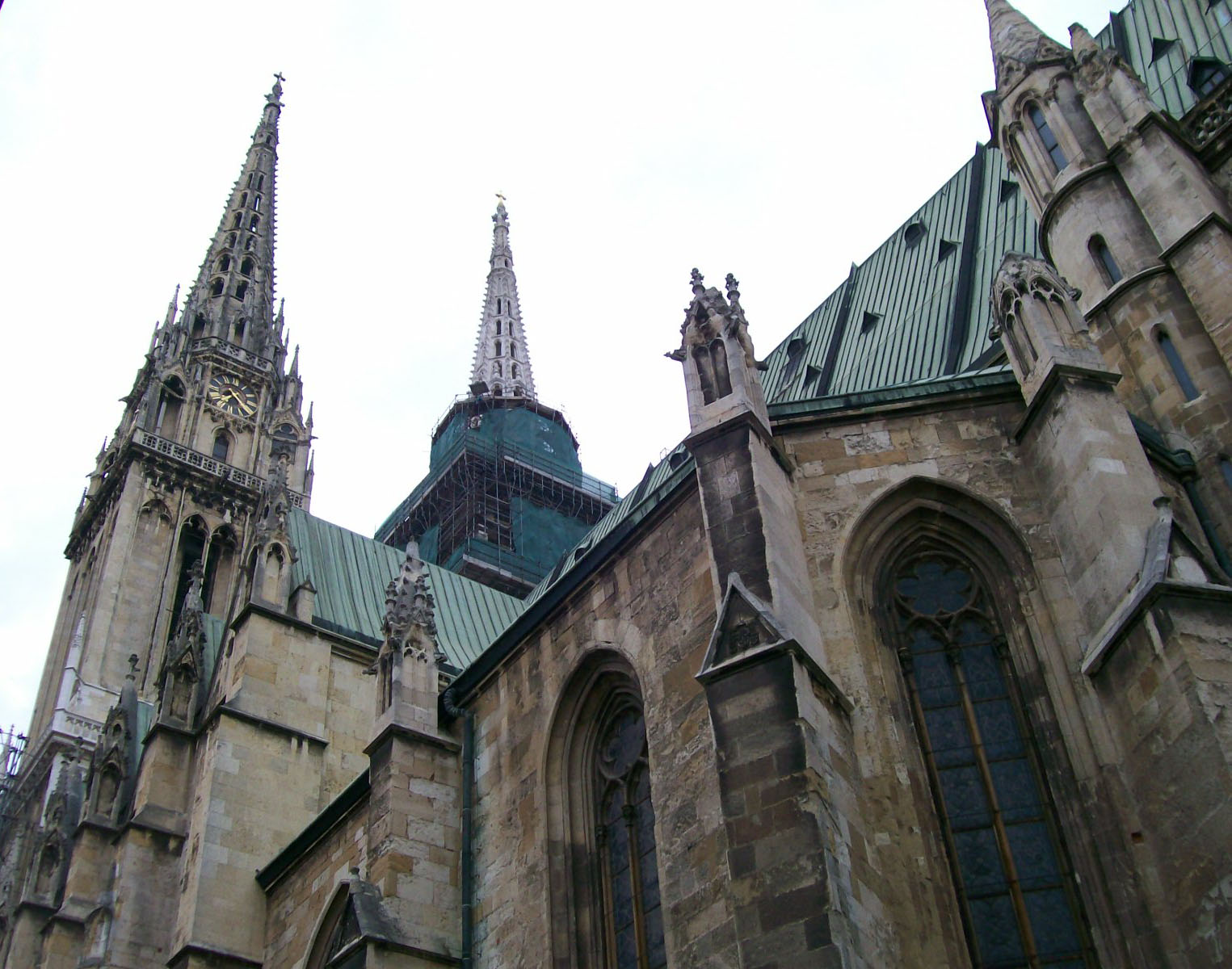
Widok od południowego wschodu
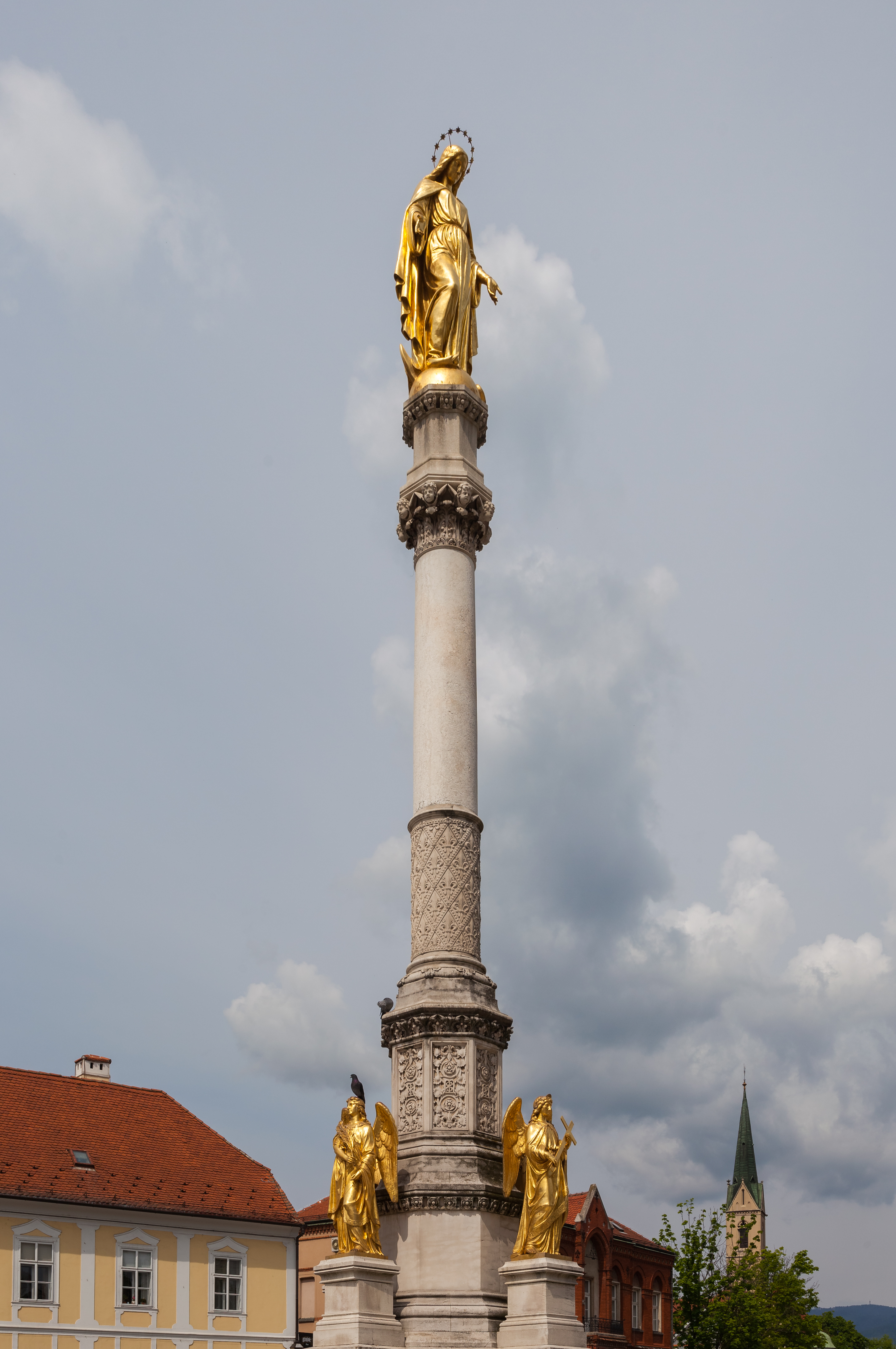
Kolumna maryjna przed frontem katedry
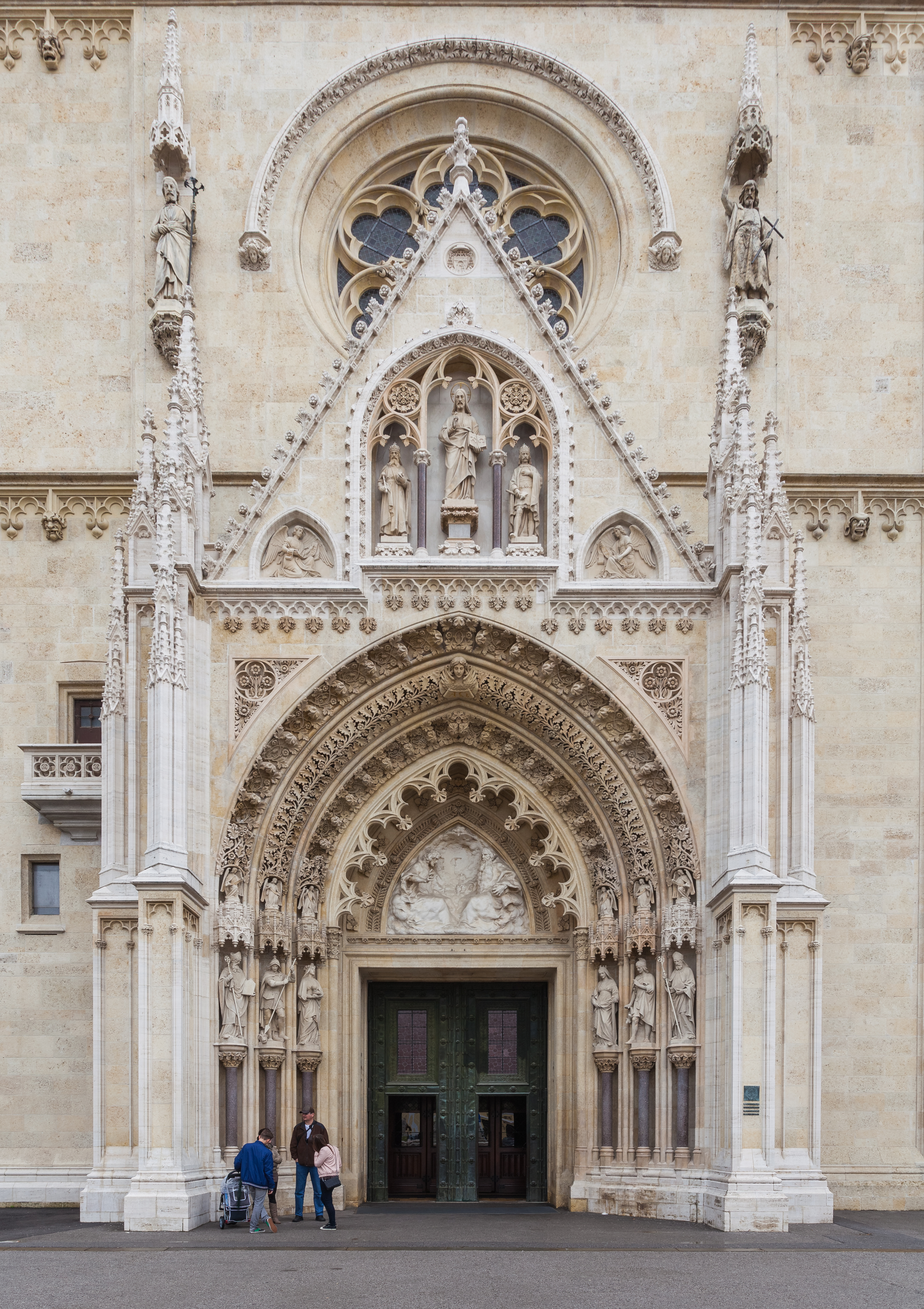
Portal
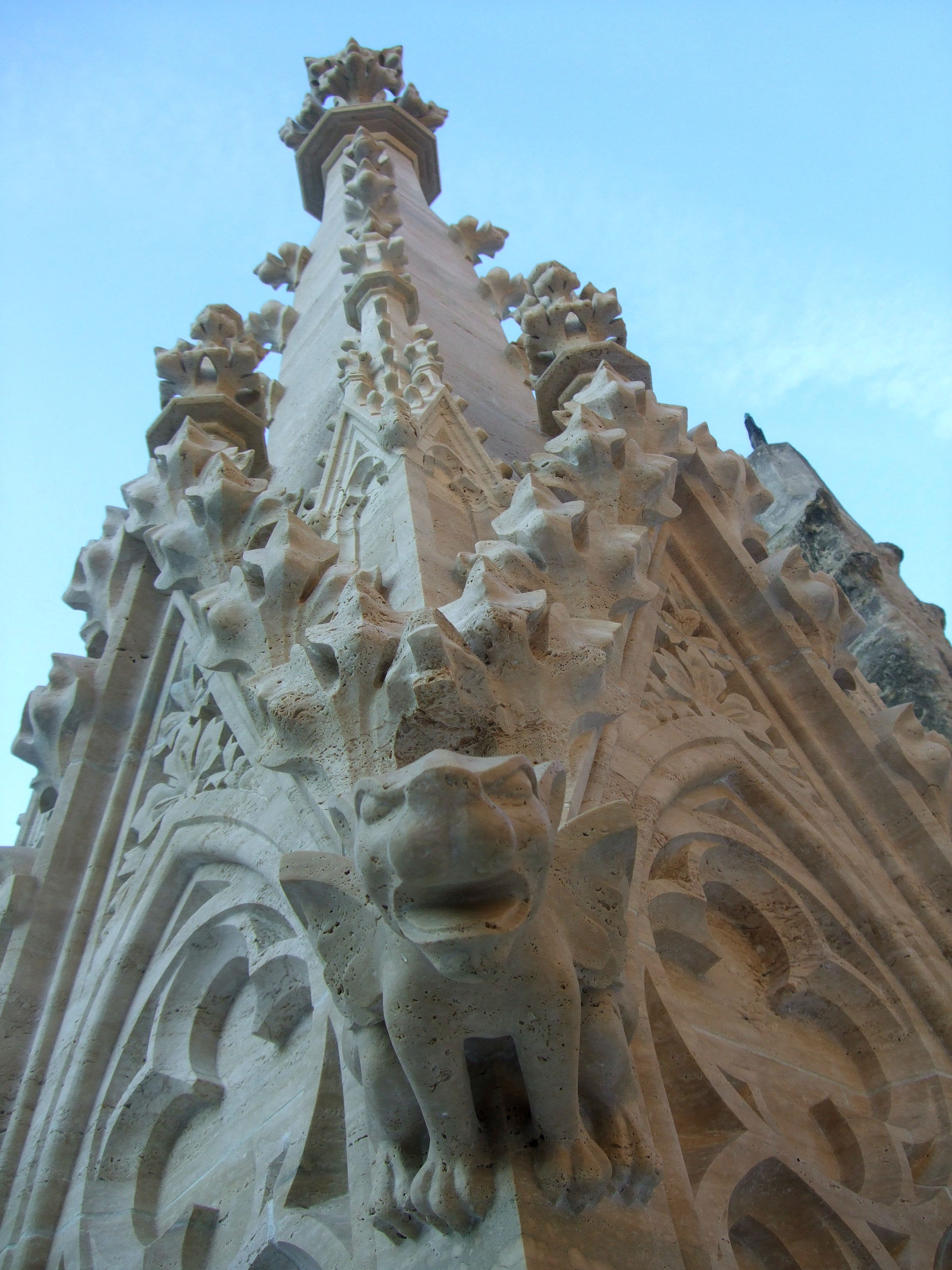
Neogotycki szczyt wieży
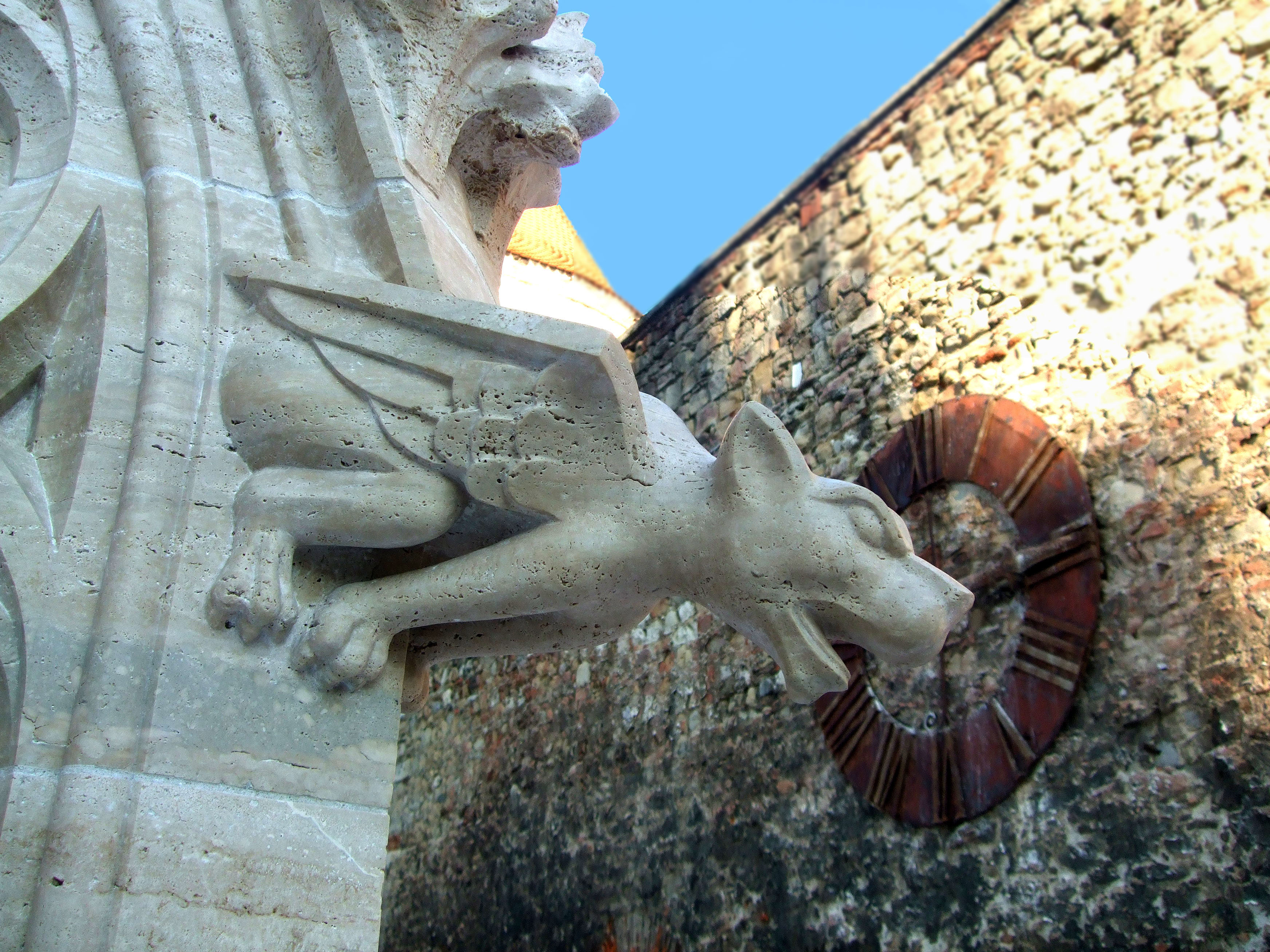
Rzygacz
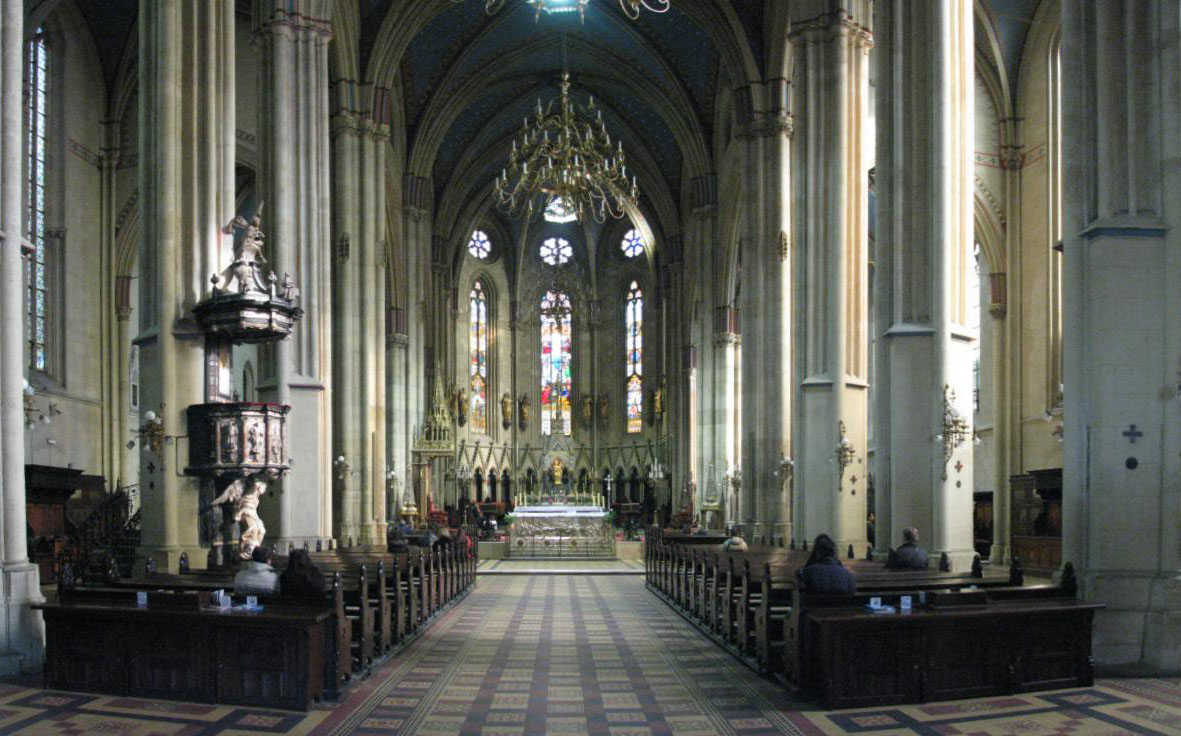
Nawa, prezbiterium i ołtarz
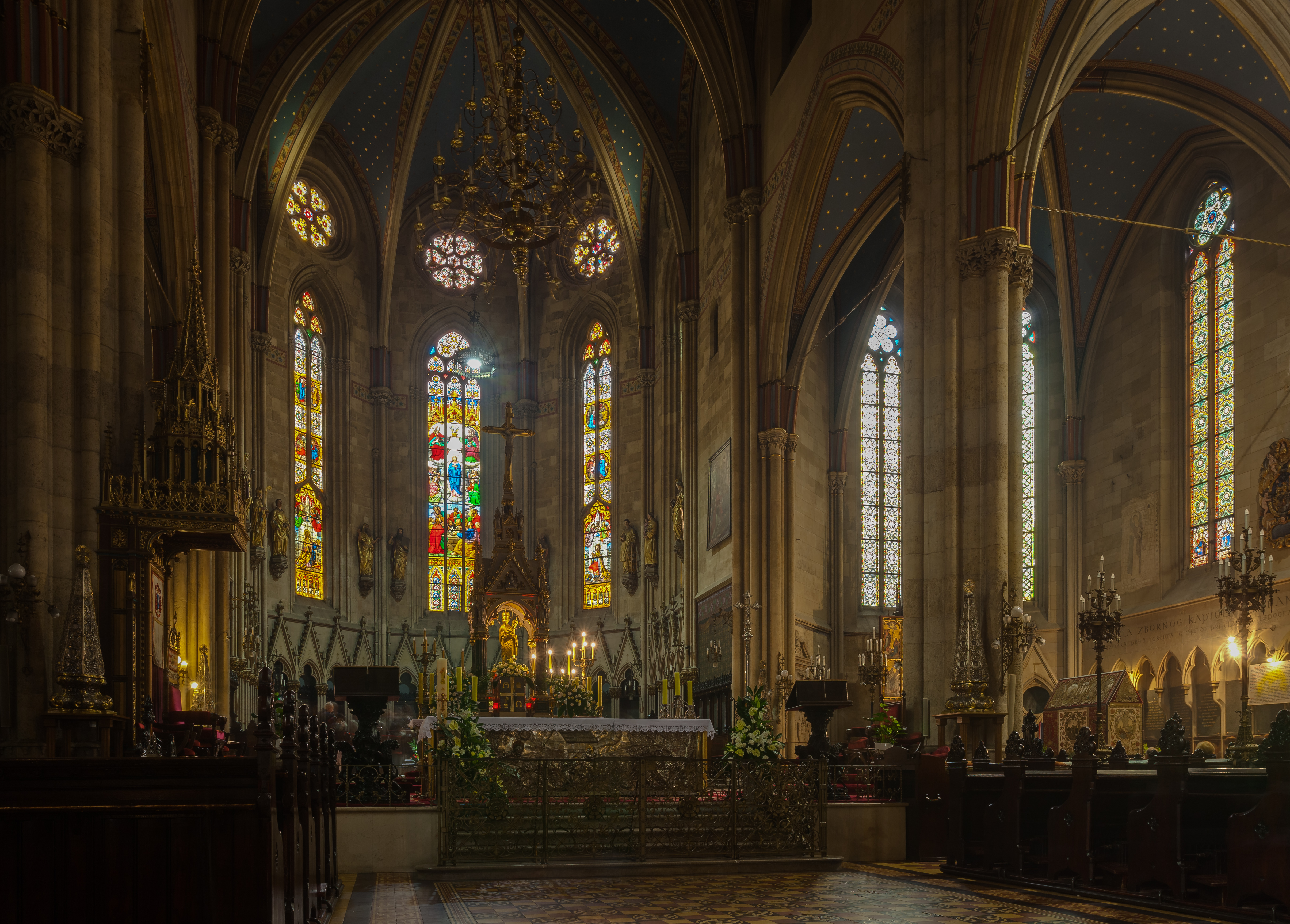
Ołtarz główny
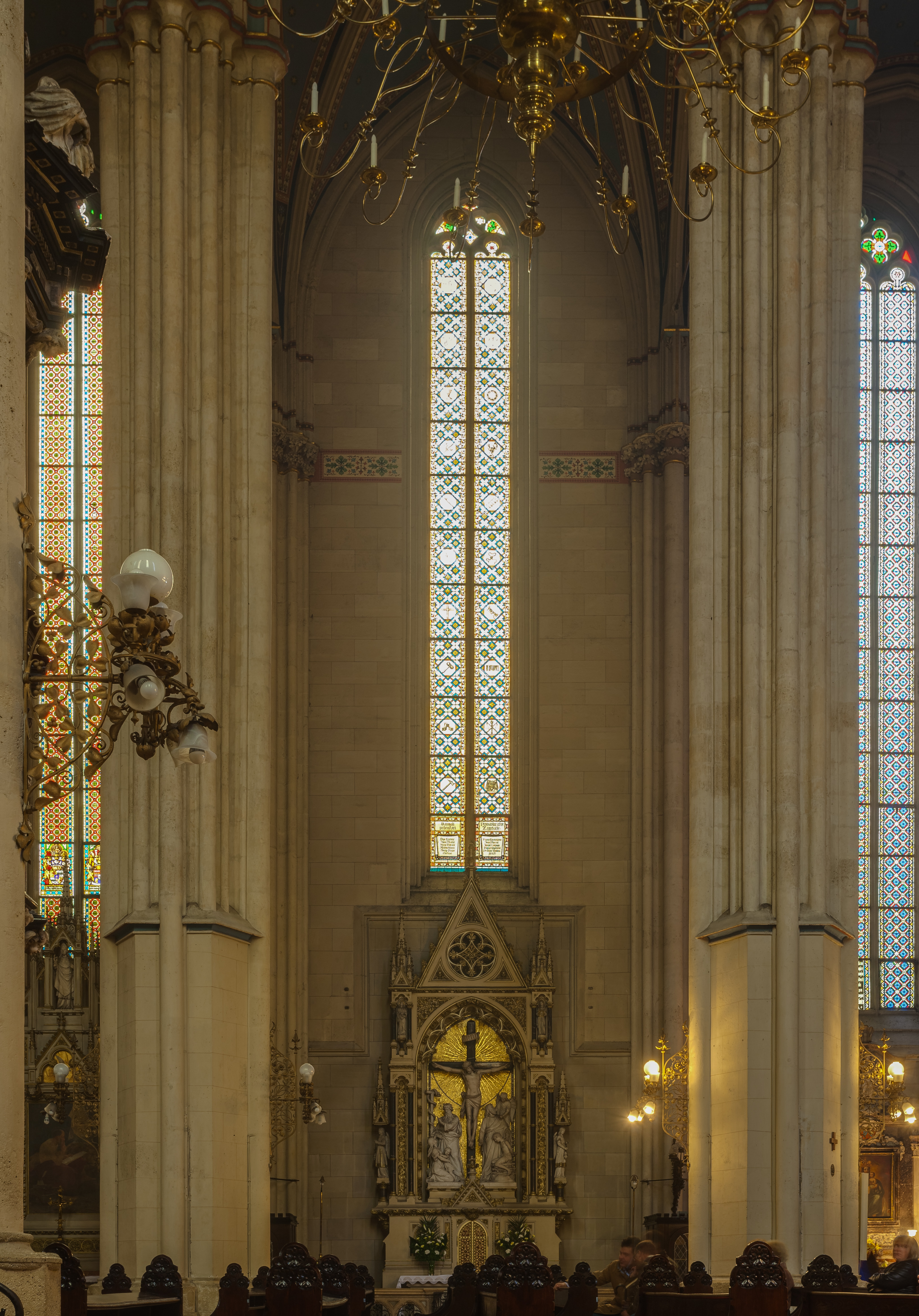
Wnętrze katedry
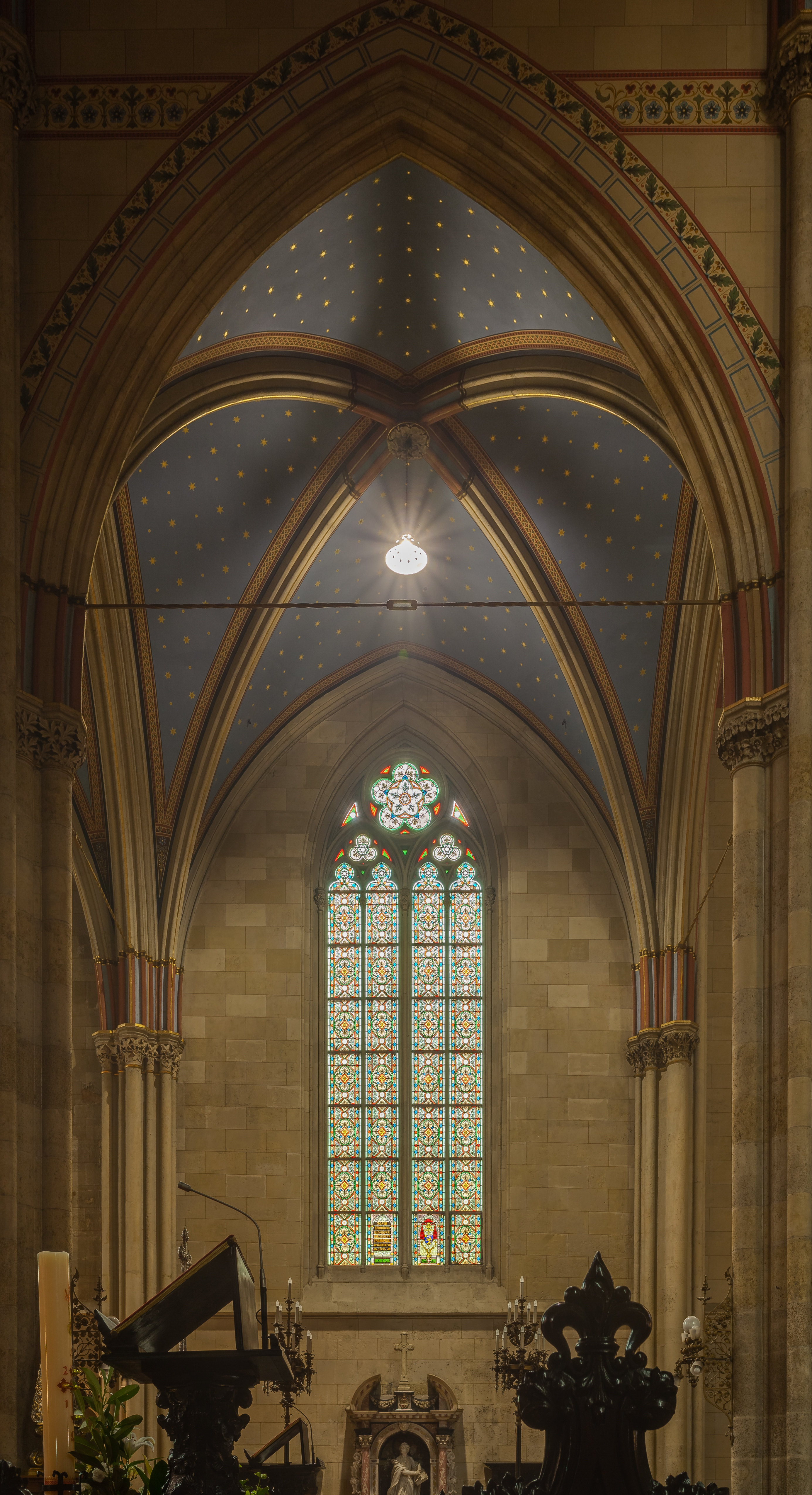
Witraż
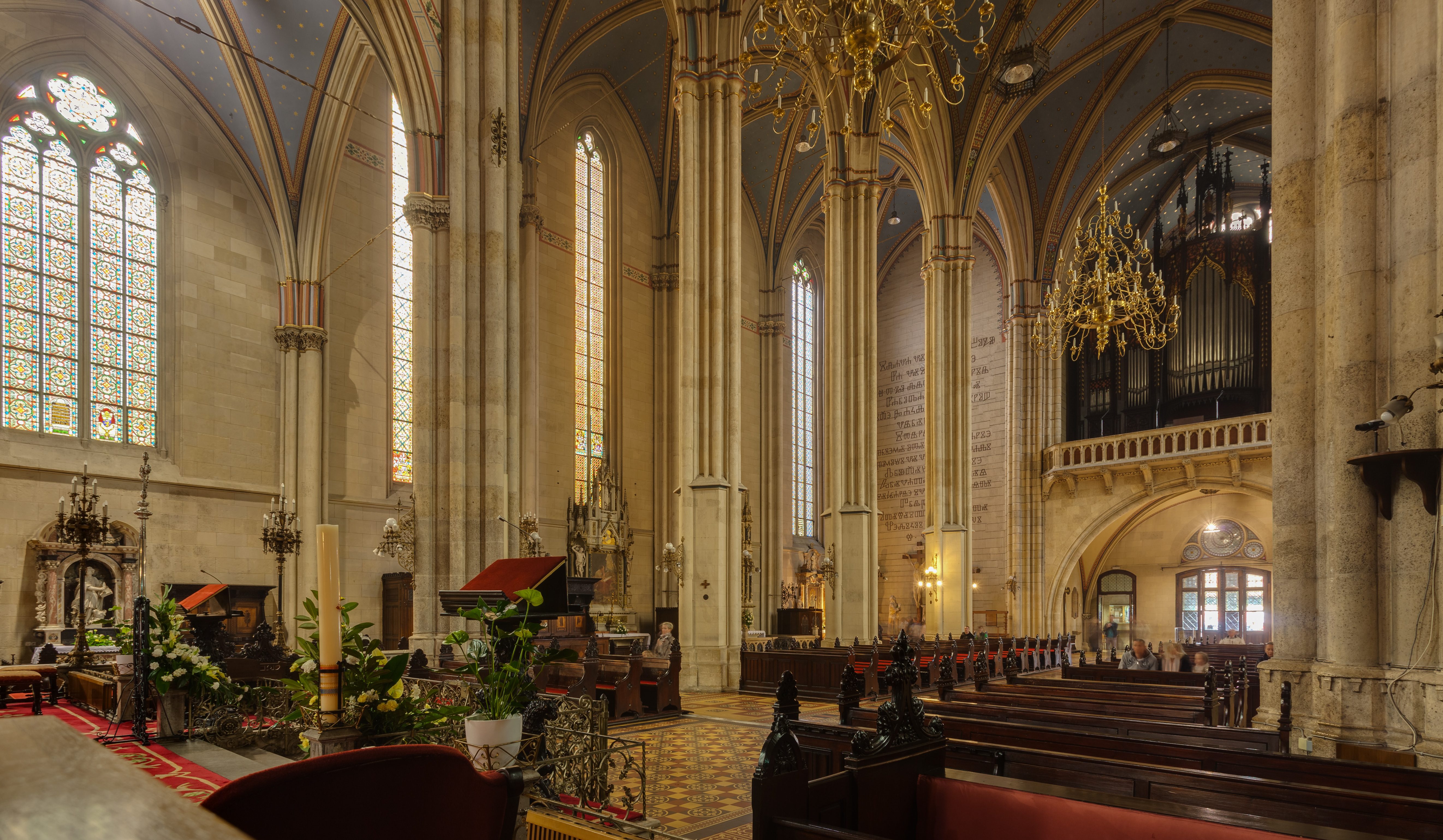
Wnętrze katedry ku zachodowi
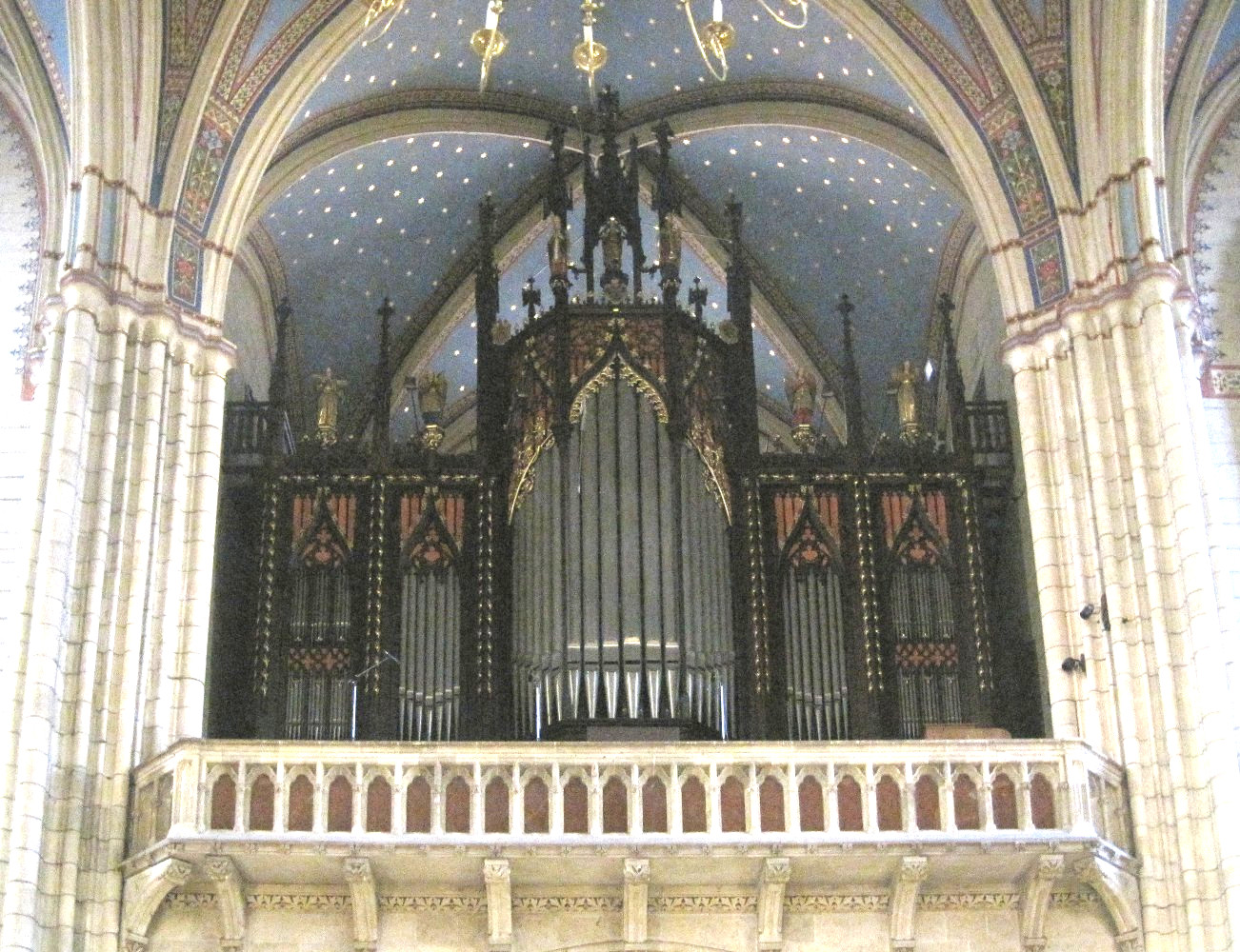
Organy
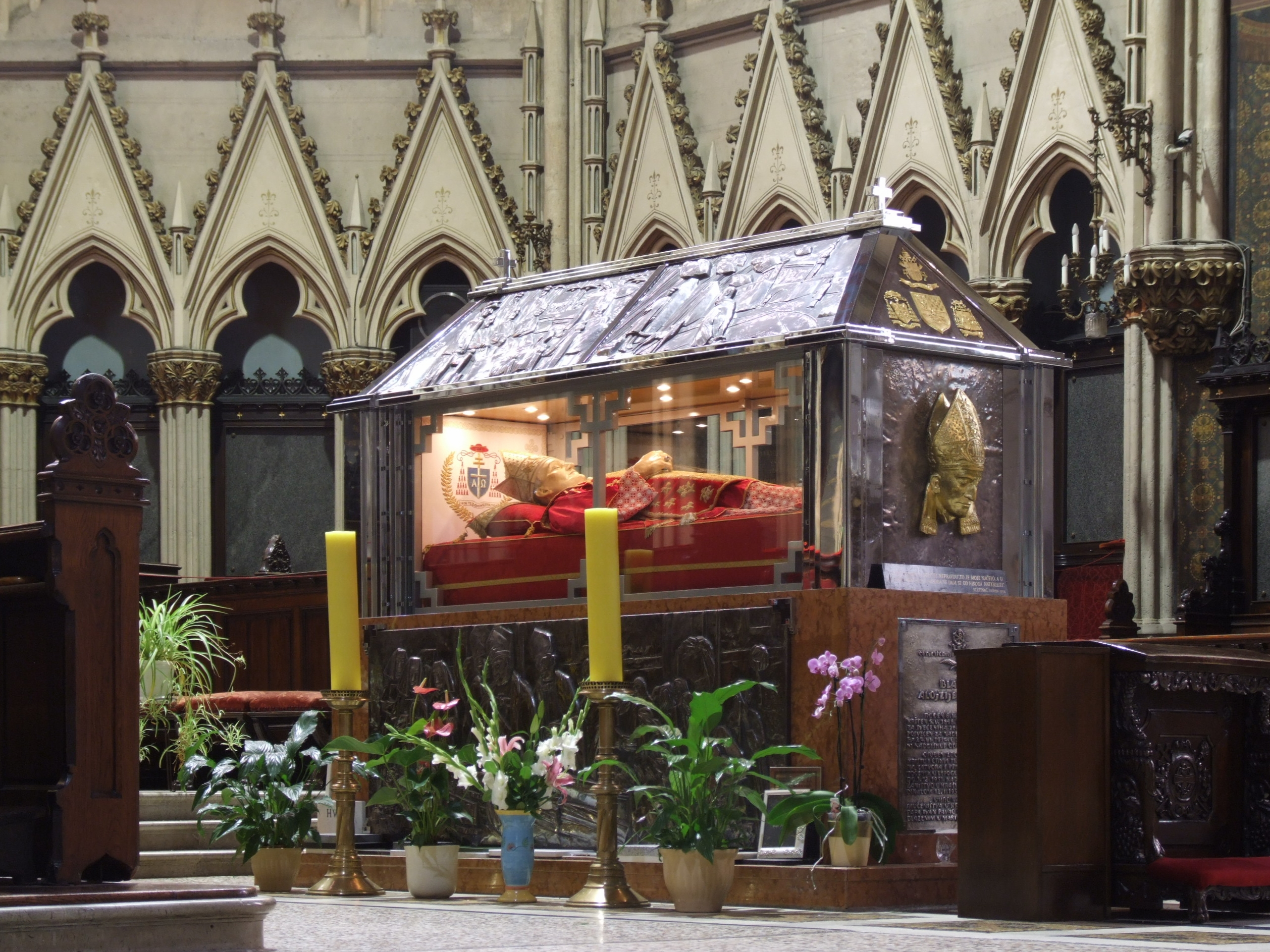
Sarkofag błogosławionego Alojzego Stepinaca
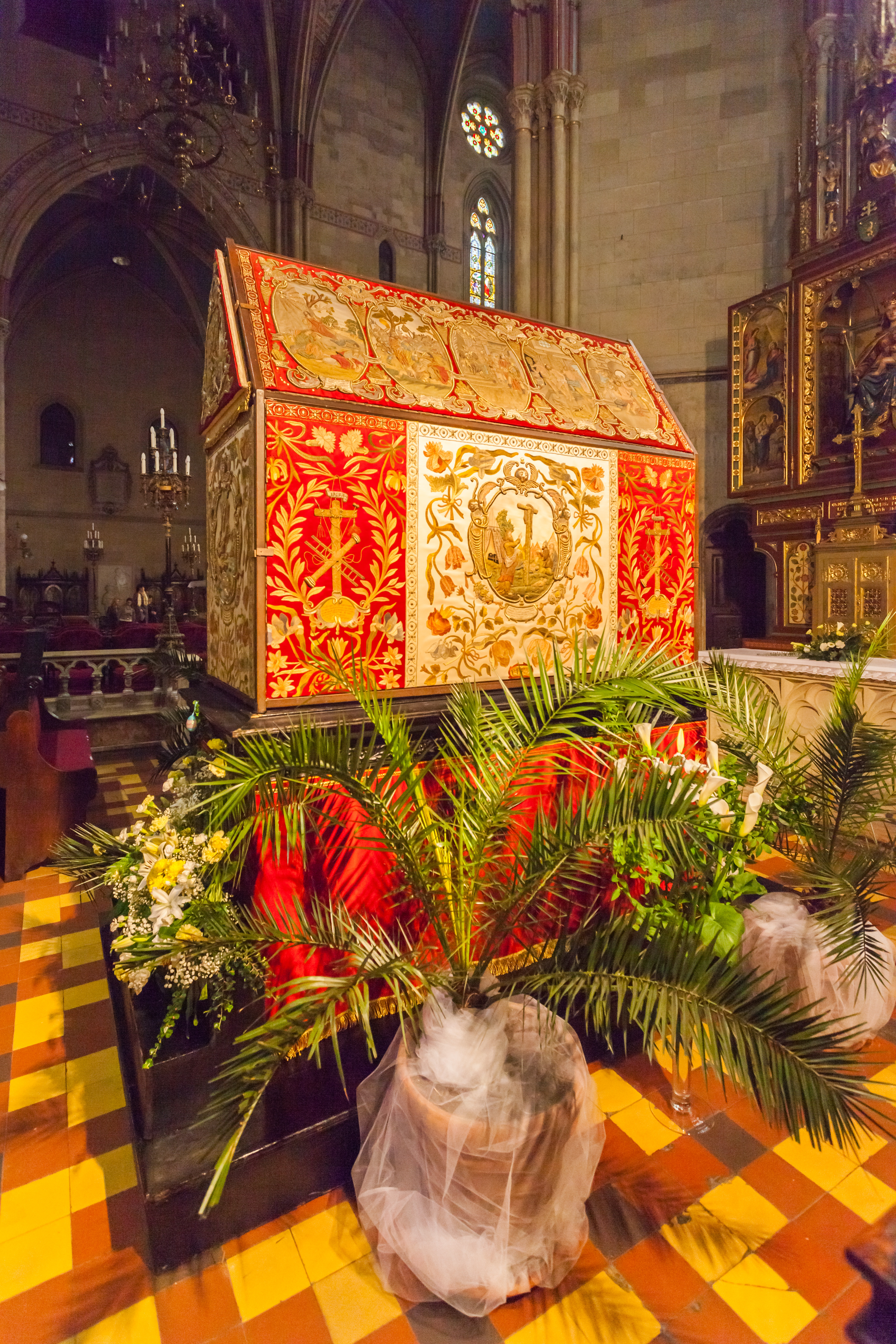
Trumna